# Occupazione tedesca dell'Estonia (1941-1944)
L'occupazione dell'Estonia da parte della Germania nazista avvenne nel corso della seconda guerra mondiale. Dopo che i tedeschi invasero l'Unione Sovietica il 22 giugno 1941, l'Heeresgruppe Nord raggiunse l'Estonia a luglio. Inizialmente i nazisti furono accolti dalla maggior parte degli estoni come liberatori dall'URSS e dalle repressioni operate nei mesi precedenti, essendo arrivati solo una settimana dopo le prime deportazioni di massa dagli Stati baltici. Sebbene le speranze per il ripristino dell'indipendenza del paese fossero aumentate, ci si rese presto conto che si era di fronte a un'altra potenza occupante. I tedeschi saccheggiarono il paese per il loro sforzo bellico e diedero luogo anche in Estonia all'Olocausto, durante il quale i nazisti e i simpatizzanti locali uccisero decine di migliaia di persone (tra cui estoni, ebrei estoni, gitani, russi estoni, prigionieri di guerra sovietici, ebrei di altri paesi e altri gruppi etnici). Per tutta la durata dell'occupazione, l'Estonia venne amministrativamente nel Reichskommissariat Ostland.

## Occupazione

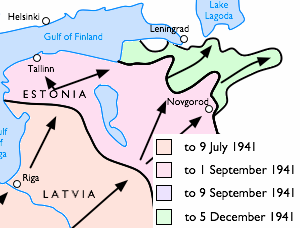
Avanzamento tedesco in Lettonia, Estonia e sul fronte di Leningrado da giugno a dicembre 1941

La Germania nazista invase l'Unione Sovietica il 22 giugno 1941: tre giorni dopo, il 25 giugno, la Finlandia si dichiarò di nuovo in stato di guerra con l'URSS (lo era stata un anno prima nella guerra d'inverno), dando il via alla guerra di continuazione. Il 3 luglio Iosif Stalin rese pubblica la sua dichiarazione alla radio in cui chiedeva di adottare la tattica della terra bruciata nel corso della ritirata. Poiché le aree più settentrionali degli Stati baltici furono le ultime ad essere raggiunte dai tedeschi, fu lì che i battaglioni sovietici fecero sentire maggiormente l'effetto della politica precedentemente adottata. I fratelli della foresta estoni, composti da 12.000 ribelli, inflissero svariate perdite ai soldati sovietici ancora rimanenti e fecero diversi prigionieri.
Anche se i tedeschi non attraversarono il confine meridionale estone fino al 7-9 luglio, i soldati estoni che avevano disertato in gran numero unità sovietiche, quelli che erano riusciti a sfuggire alla mobilitazione forzata durante la quale 30.000 baltici furono spediti più a nord per respingere gli incursori, aprirono il fuoco sull'Armata Rossa già il 22 giugno. Nello stesso giorno, un gruppo di fratelli della foresta attaccò camion sovietici su una strada nel distretto di Harju. Il 22º Corpo di fucilieri sovietico risultò l'unità che perse la maggior parte degli uomini, poiché un nutrito gruppo di soldati e ufficiali estoni si distaccò volontariamente da essa. Inoltre, essendo le guardie di frontiera dell'Estonia sovietica perlopiù uomini che avevano precedentemente lavorato per l'Estonia indipendente, spesso fuggirono nelle foreste per fare in seguito parte dei gruppi di guerriglieri estoni. Lo scrittore estone Juhan Jaik scrisse nel 1941: "Oggi paludi e foreste sono più popolate delle fattorie e dei campi coltivati. Le foreste e le paludi costituiscono il nostro campo d'azione, poiché le due entità sopraccitate sono occupate da forze ostili [ad esempio i sovietici]".
L'8ª armata (di cui il maggior generale era Ljubovtsev), si ritirò una volta scontratasi con il 2º corpo dell'esercito tedesco oltre la linea dei fiumi Pärnu-Emajõgi il 12 luglio. Mentre le truppe tedesche si avvicinavano a Tartu il 10 luglio e si preparavano per un'altra battaglia con i sovietici, constatarono che i partigiani estoni stavano già combattendo le truppe sovietiche. La Wehrmacht interruppe la sua avanzata e indietreggiò, lasciando gli estoni a combattere. La battaglia di Tartu si profilò per due settimane e causò la distruzione quasi totale della città. Sotto la guida di Friedrich Kurg, i partigiani estoni cacciarono da soli i sovietici da Tartu. Nel mentre dei combattimenti, i sovietici avevano assassinato i cittadini detenuti nella prigione di Tartu, uccidendo 192 persone prima che gli estoni riuscissero a prevalere.
Alla fine di luglio i tedeschi ripresero ad avanzare in Estonia lavorando in collaborazione con i fratelli della foresta locali. La conquista di Narva arrivò il 17 agosto e Tallinn, la capitale estone, qualche giorno più tardi, il 28 agosto: quando giunsero in città, i baltici rimpiazzarono la bandiera sovietica con quella estone. Dopo che i sovietici furono cacciati dall'Estonia, le truppe tedesche disarmarono tutti i gruppi partigiani - inclusi coloro che presero parte alla parata di Tartu del 29 luglio - e la bandiera estone fu presto sostituita con la bandiera della Germania nazista. In 70 giorni i tedeschi avevano conquistato 500 km.
La maggior parte degli estoni accolse con calore i tedeschi, confidando nel ripristino dell'indipendenza. L'Estonia istituì una propria amministrazione, poco prima dell'arrivo delle truppe tedesche e quando i sovietici si ritirarono, guidata da Jüri Uluots. Per attuare il Generalplan Ost, i tedeschi sciolsero il governo provvisorio e l'Estonia divenne parte del Reichskommissariat Ostland. Venne istituita una sicherheitspolizei per la sicurezza nazionale guidata da Ain-Ervin Mere, poi rimosso dall'incarico perché ritenuto potenzialmente nocivo per gli interessi tedeschi.
Nell'aprile 1941, alla vigilia dell'invasione tedesca, Alfred Rosenberg, ministro del Reich per i territori occupati dell'Est, un tedesco baltico nato e cresciuto a Tallinn, espose i suoi piani per l'Oriente al fine di assimilare gli estoni:
- Germanizzazione (Eindeutschung) degli elementi "razzialmente idonei".
- Colonizzazione da parte dei germanici.
- Esilio e deportazione di elementi indesiderati.

Rosenberg pensava che gli "estoni fossero i più germanici tra le etnie che vivevano nell'area baltica, essendo già germanizzate al 50% per via dell'influenza danese, svedese e tedesca". Gli estoni non adatti dovevano essere trasferiti in una regione che Rosenberg chiamava "Peipusland" per fare spazio ai coloni tedeschi. Il piano prevedeva l'allontanamento del 50% degli estoni e l'eliminazione di tutti gli ebrei.
L'entusiasmo iniziale che accompagnò la liberazione dall'occupazione sovietica scemò rapidamente, comportando un più arduo sforzo per i tedeschi che tentavano di reclutare volontari. Quando iniziarono ad essere gettate le basi del Generalplan Ost nel 1942, circa 3.400 abitanti fuggirono in Finlandia per combattere nell'esercito finlandese, anziché unirsi ai nazisti, evento che portò alla costituzione del 200º reggimento di fanteria finlandese - composto appunto da volontari estoni - denominato in estone: soomepoisid, "ragazzi della Finlandia".
Quando la vittoria degli Alleati sulla Germania divenne certa nella seconda metà del 1944, il compito principale per molti estoni divenne quello di salvare l'indipendenza della propria nazione, evitando una nuova invasione sovietica prima della resa dei tedeschi.

## Resistenza politica

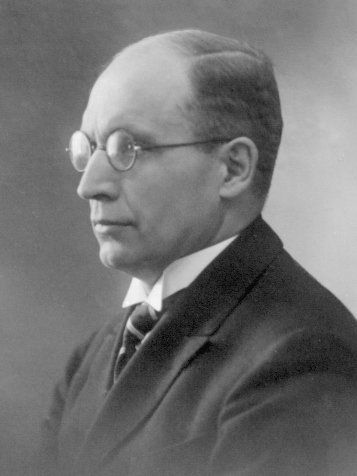
Jüri Uluots

Nel giugno 1942 gli esponenti politici dell'Estonia sopravvissuti alla repressione sovietica tennero una riunione segreta in cui si discusse delle potenze occupanti dell'Estonia, della possibilità di formare un governo nazionale clandestino e delle opzioni disponibili per preservare la continuità della repubblica.
Il 6 gennaio 1943 avvenne un incontro presso la delegazione estone che si trovava a Stoccolma, in Svezia. Fu deciso che, al fine di preservare la continuità giuridica della Repubblica d'Estonia, l'ultimo primo ministro eletto secondo le procedure costituzionali nazionali, Jüri Uluots, doveva ancora esercitare le sue funzioni in carica di primo ministro.
Nel giugno del 1944 l'assemblea elettorale della Repubblica d'Estonia si riunì nuovamente in segreto e nominò Jüri Uluots come primo ministro assegnandogli pieni poteri. Il 21 giugno Jüri Uluots nominò Otto Tief viceministro.
Mentre i tedeschi si ritiravano, il 18 settembre 1944 Jüri Uluots formò un governo avvalendosi dell'ausilio dal vice primo ministro Otto Tief, il quale ne prese poi il posto. Il 20 settembre la bandiera nazista su Ermanno il Lungo (Pikk Hermann) venne rimossa e fu rimpiazzata dal vessillo estone. Il 22 settembre l'Armata Rossa espugnò Tallinn e il tricolore estone sulla torre di Tallinn fu sostituito da una bandiera sovietica. Il governo clandestino estone, non ufficialmente riconosciuto né dalla Germania nazista né dall'Unione Sovietica, fuggì a Stoccolma, dove agì in esilio fino al 1992, quando Heinrich Mark, l'allora primo ministro della repubblica estone dalla Svezia, presentò le sue credenziali al neoeletto presidente dell'Estonia Lennart Meri. Il 23 febbraio 1989 la bandiera della RSS Estone venne ammainata su Ermanno il Lungo e rimpiazzata da quella blu, nera e bianca il giorno successivo, ancora oggi celebrato come festa dell'indipendenza estone.

## Estoni nelle unità militari tedesche
Benché di fatto l'annessione dell'Estonia da parte dell'URSS avvenne nel 1940, questa non era mai stata de iure riconosciuta a livello internazionale se non dai paesi del blocco orientale. Gli estoni furono obbligati alla coscrizione nell'Armata Rossa, illegittimo si sensi del diritto internazionale poiché l'Estonia non era considerata parte dell'URSS. Quando i sovietici si ritirarono dall'Estonia e la Germania la occupò, nell'estate del 1941, i tedeschi non abolirono la pratica di arruolamento, sebbene la maggioranza degli estoni si arruolasse nell'esercito tedesco volontariamente, spesso per il desiderio di combattere l'URSS, la quale si era fatta diversi nemici per via dell'introduzione della collettivizzazione e la conseguente abolizione della proprietà privata. Fino al marzo del 1942 gli estoni affiliati ai tedeschi aiutarono principalmente nella retroguardia dell'Heeresgruppe. Il 28 agosto 1942 l'amministrazione tedesca annunciò l'inglobamento della cosiddetta "Legione estone" all'interno delle Waffen-SS: a capo di essa fu nominato l'Oberführer Franz Augsberger. Fino alla fine del 1942 circa 900 uomini si offrirono volontari nel campo di addestramento. Al battaglione Narwa, formato dai primi 800 uomini della legione e pronto a combattere dopo essersi addestrato presso Dębica nel campo di addestramento delle SS di Heidelager, fu ordinato nell'aprile del 1943 di unirsi alla divisione Wiking in Ucraina, al fine di sostituire il battaglione volontario finlandese, richiamato in Finlandia per motivi politici. Nel marzo del 1943, venne eseguita una parziale mobilitazione in Estonia durante la quale 12.000 uomini furono arruolati nelle SS. Il 5 maggio 1943 fu formata la 3ª brigata Waffen-SS, un'altra unità completamente estone, spedita al fronte vicino a Nevel'.

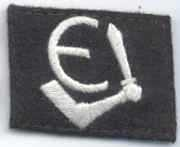
Insegne divisorie della 20ª divisione Waffen Grenadier delle SS (1a estone)

Nel gennaio del 1944, il fronte si spostò per via dell'avanzata dall'Armata Rossa quasi fino all'ex confine estone. Jüri Uluots, l'ultimo primo ministro eletto della Repubblica di Estonia e leader del governo clandestino estone, tenne un discorso radiofonico il 7 febbraio in cui implorava tutti gli uomini in grado di combattere nati dal 1904 al 1923 ad arruolarsi nelle SS. Tale presa di posizione rappresentò un cambio di pensiero rispetto agli anni precedenti, poiché prima di Uluots si era opposto all'ipotesi di una mobilitazione estone. La chiamata alle armi trovò riscontro in tutto il paese: i ben 38.000 volontari rallentarono le procedure di coscrizione (saliti a 50.000 entro la fine dell'anno). Diverse migliaia di estoni che si erano arruolati nell'esercito finlandese tornarono navigando attraverso il golfo di Finlandia per unirsi alla nuova Forza di difesa territoriale, incaricata di difendere l'Estonia contro l'avanzata sovietica. Il numero massimo di estoni arruolati fino ad allora nelle unità militari nazista-tedesche ammontava a 70.000. Le procedure di formazione della Legione estone volontaria creata nel 1942 furono delineate solo in parametri generali e, per questo, più tardi vennero meglio specificate, in modo da avviare un processo che le avrebbe permesso di assomigliare a una normale divisione di coscrizione delle SS Waffen nel 1944: prese così forma la 20. Waffen-Grenadier-Division der SS (1a estone). Le unità che la componevano, in gran parte estoni, erano amministrate da ufficiali tedeschi e furono dispiegate sulla linea della Narva per tutto il 1944. Molti estoni speravano di attirare il sostegno degli alleati resistendo alla rioccupazione sovietica affinché si potesse aspirare, in seguito, al ripristino della loro indipendenza, come avvenuto nel periodo interbellico. L'appoggio sperato non fu ricevuto, soprattutto perché presero le parti dei combattenti nazisti.
Il 2 febbraio 1944 le unità più avanzate della 2ª Armata d'assalto raggiunsero il confine con l'Estonia nell'ambito dell'offensiva Kingisepp-Gdov, iniziata il giorno precedente. Il feldmaresciallo Walter Model ricevette la nomina capo del gruppo del gruppo di armate del Nord e l'incarico di arrestare l'offensiva sovietica presso Narva (15-28 febbraio 1944) condotta dal generale sovietico Leonid A. Govorov, comandante del fronte di Leningrado. Il 24 febbraio, giorno dell'indipendenza estone, iniziò il contrattacco della cosiddetta divisione estone per rompere le teste di ponte sovietiche. Gli attacchi ottennero un discreto successo: un battaglione di estoni guidati da Rudolf Bruus distrusse una testa di ponte sovietica, mentre un altro gruppo, guidato da Ain-Ervin Mere, ne sradicò un'altra a Vaasa-Siivertsi-Vepsaküla. Le operazioni si conclusero il 6 marzo, costringendo il fronte di Leningrado a concentrare ben 9 corpi a Narva contro le 7 divisioni e una brigata ostili. All'alba del 1º marzo, iniziò l'offensiva sovietica di Narva (1-4 marzo 1944) in direzione di Auvere e stavolta i sovietici prevalsero a scapito del 658º battaglione orientale guidato da Alfons Rebane e del 659º battaglione orientale comandato da Georg Sooden distruggendo vari edifici cittadini di epoca barocca il 6 e il 7. Il 17 marzo, venti divisioni sovietiche attaccarono di nuovo senza grande fortuna le tre divisioni di Auvere e qualche settimana dopo, il 7 aprile, il comando dell'Armata Rossa ordinò di passare alla difensiva. Sempre a marzo, mentre erano da poco terminati gli scontri a Narva, i sovietici eseguirono diversi bombardamenti in varie città dell'Estonia, tra cui Tallinn il 9 marzo.
Il 24 luglio i sovietici furono in grado di attaccare meglio Narva da Auvere. Il 1º battaglione (Stubaf Paul Maitla) del 45º Reggimento guidato da Harald Riipalu e i fucilieri (precedentemente "Narva"), sotto la guida di Hatuf Hando Ruus, furono coinvolti nella battaglia e assistettero all'evacuazione di Narva  e alla costituzione di un nuovo fronte sulla linea Tannenberg, nei pressi delle colline di Sinimäed.
Il primo agosto il governo finlandese e il presidente Risto Ryti rassegnarono le dimissioni. Il giorno successivo, Aleksander Warma, l'ambasciatore estone in Finlandia nel 1939–1940 e nel 1944 annunciò che il Comitato nazionale della Repubblica estone aveva inviato un telegramma, nel quale si chiedeva che il reggimento di volontari estoni (i ragazzi della Finlandia sopraccitati) tornasse completamente nel Paese baltico. Il giorno seguente, il governo finlandese ricevette una lettera dagli estoni, firmata a nome di "tutte le organizzazioni nazionali dell'Estonia" da Aleksander Warma, Karl Talpak e molti altri e ne assecondò la richiesta. Fu quindi annunciato che il reggimento sarebbe stato sciolto e che i volontari sarebbero stati liberi di tornare a casa. Inoltre, era stato raggiunto un accordo con i tedeschi in virtù del quale gli estoni fu promessa l'amnistia se avessero scelto di tornare e combattere nelle SS. Non appena sbarcato, il reggimento fu inviato per eseguire un contrattacco contro il 3° fronte baltico sovietico, che era riuscito a sfondare sul fronte di Tartu e stava minacciando la capitale Tallinn.
Dopo un tentativo fallito di sfondare la linea Tannenberg, la lotta principale si concentrò a sud del lago dei Ciudi, dove l'11 agosto fu presa dai sovietici Pečory e due giorni più tardi Võru. Nei dintorni di Tartu, il 3° fronte baltico fu fermato dal Kampfgruppe "Wagner" che acquisì il comando sui gruppi militari inviati da Narva, prima sotto il comando di Alfons Rebane e Paul Vent, e del 5° volontario delle SS Sturmbrigade Wallonien guidato da Léon Degrelle.
Il 19 agosto 1944 Jüri Uluots, in una trasmissione radiofonica, chiese all'Armata Rossa di ritirarsi dal suolo estone e che fosse raggiunto un accordo di pace.
Quando la Finlandia lasciò la guerra il 4 settembre 1944 in base all'accordo di pace da lei stipulato con l'URSS, la difesa della terraferma divenne praticamente impossibile e il comando tedesco decise il giorno seguente di ritirarsi dall'Estonia, nonostante il rifiuto di Hitler, il quale auspicava di mantenere ancora la posizione. La resistenza contro i sovietici continuò nell'arcipelago di Moonsund fino al 23 novembre 1944, quando i tedeschi abbandonarono la penisola di Sõrve. Secondo dati sovietici, la conquista del territorio dell'Estonia costò loro 126.000 vite. Si ignorano le cifre ufficiali delle truppe messe in campo dall'Unione Sovietica, ma alla luce dell'intensità dei combattimenti al fronte la ricostruzione più realistica è che fossero stati impiegati 480.000 uomini solo nella battaglia di Narva. Fonti tedesche raccontano di 30.000 morti, ritenuti improbabili e invece vicini ai 45.000. Secondo Buttar, considerata la situazione estremamente concitata, il vero conto delle vittime resterà per sempre un mistero ed è difficile persino tentare di azzardare un numero indicativo.

## Amministratori tedeschi

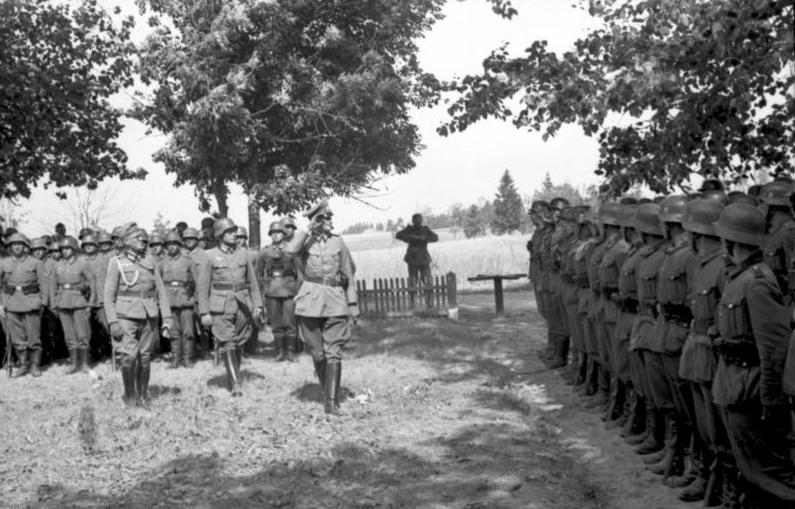
Soldati tedeschi in Estonia nel 1941

Dopo un breve periodo di amministrazione militare nel 1941, fu istituita un'amministrazione civile tedesca e l'Estonia venne inglobata nel Reichskommissariat Ostland assieme alle odierne Lettonia, Lituania e parte della Bielorussia.

### Generalkommissar
(subordinato al Reichskommissar Ostland)
- 1941–1944 SA-Obergruppenfuhrer Karl Sigismund Litzmann (1893)

### S.S. und Polizeiführer
(responsabile della sicurezza interna e della repressione la resistenza - direttamente subordinato alla H.S.S.P.F. di Ostland, ma non al Generalkommissar)
- 1941–1944 SS-Oberführer Hinrich Möller (SS-Mitglied) (1906–1974)
- 1944 SS-Brigadeführer Walter Schröder (1902–1973)

### Lagerkommandant
(responsabile del funzionamento di tutti i campi di concentramento all'interno del Reichskommissariat Ostland)
- SS-Hauptsturmführer Hans Aumeier (1906–1947)

## Collaborazionismo

### Autogestione estone
L'autogestione estone (in lingua estone: Eesti Omavalitsus), nota anche come direttorato, fu il governo fantoccio istituito in Estonia durante l'occupazione nazista. Secondo la commissione internazionale estone per i crimini contro l'umanità:

#### Direttori
Direttore generale:
- 1941–1944 Hjalmar Mäe (1901–1978)

Direttore degli affari interni:
- 1941–1944 Oskar Angelus (1892–1979)

Direttori per la giustizia:
- 1941–1943 Hjalmar Mäe
- 1943–1944 Oskar Öpik

Direttore della finanza:
- 1941–1944 Alfred Wendt (1902)

### Olocausto

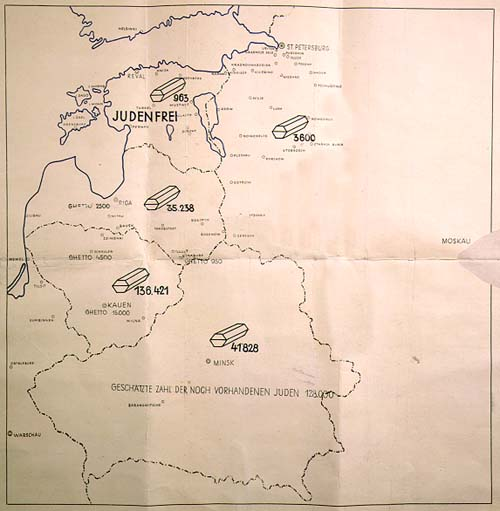
Mappa titolata "Esecuzioni ebraiche eseguite dall'Einsatzgruppe A" dal 31 gennaio 1941, rapporto del comandante Stahlecker. Contrassegnata come "Materiale classificato del Reich", la cartina mostra il numero di ebrei fucilati nell'Ostland e riporta in fondo: "il numero stimato di ebrei ancora a portata di mano è di 128.000". L'Estonia è contrassegnata come judenfrei

Il processo di insediamento ebraico in Estonia iniziò nel XIX secolo, quando nel 1865 Alessandro II di Russia garantì loro il diritto di stabilirsi nella regione. Nel 1867 vi erano 657 ebrei in Estonia, saliti a 5.500 poco prima della grande guerra. Meno del 10% viveva fuori città.
La creazione della Repubblica d'Estonia nel 1918 segnò l'inizio di una nuova era per gli ebrei. Circa 200 semiti parteciparono ai combattimenti nelle guerre d'indipendenza e 70 di essi erano volontari. Sin dai primi giorni della sua esistenza come stato, l'Estonia mostrò tolleranza nei confronti di tutti i popoli che vivevano sul suolo nazionale. Il 12 febbraio 1925 il governo estone approvò una legge relativa all'autonomia culturale delle minoranze. Nel giugno 1926 fu eletto il Consiglio culturale ebraico e fu dichiarata l'autonomia culturale ebraica. Il provvedimento suscitò grande approvazione, come dimostra una lettera di ringraziamento inviata dalla comunità ebraica al governo.
Al tempo dell'occupazione sovietica nel 1940, si contavano circa 4000 ebrei estoni: nello stesso anno, l'autonomia culturale ebraica fu immediatamente abolita e le istituzioni culturali ebraiche chiuse. Molti ebrei furono deportati in Siberia assieme ad altri estoni dai sovietici e si stima ne fossero 500. Tra i 2.000 e i 2.500 riuscirono a lasciare il paese durante questo periodo e dei circa 4.300 ebrei in Estonia prima della guerra, più di 1000 furono arrestati dai nazisti.
I rastrellamenti e le uccisioni di ebrei iniziarono immediatamente dopo l'arrivo delle prime truppe tedesche nel 1941, seguiti subito dopo dalle operazioni compiute dalla Sonderkommando 1a sotto Martin Sandberger, una costola dell'Einsatzgruppe A guidato da Franz Walter Stahlecker. Arresti ed esecuzioni continuarono mentre i tedeschi, con l'assistenza di collaboratori locali, avanzarono attraverso l'Estonia.

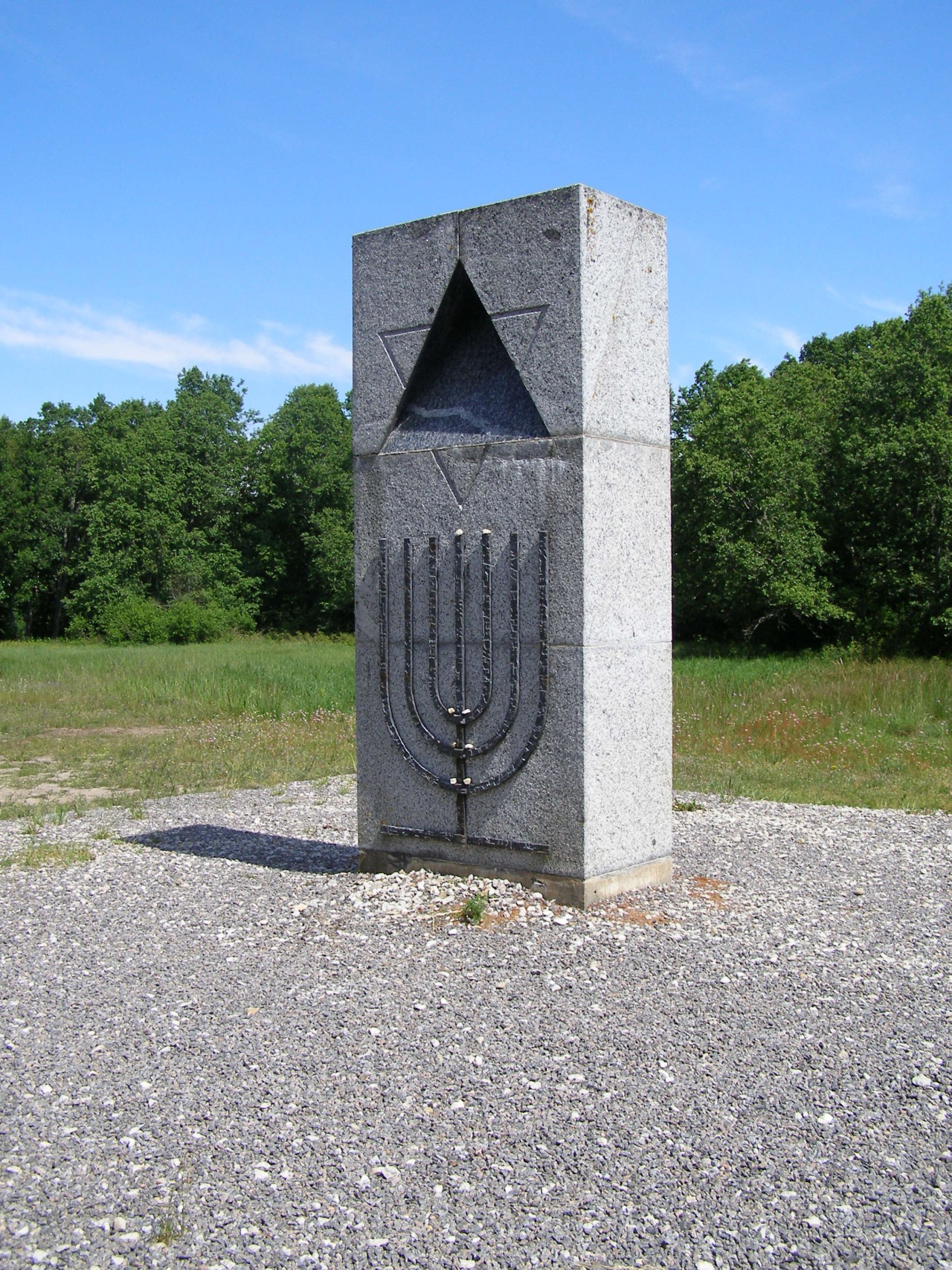
Lapide commemorativa dell'Olocausto presso il sito del campo di concentramento di Klooga, inaugurata il 24 luglio 2005

A primo impatto, poiché il 99% degli ebrei era stato già eliminato dopo qualche mese di insediamento tedesco, verrebbe da pensare a quanto fosse stato diffuso il collaborazionismo in Estonia. Al contrario, a differenza degli altri due Paesi baltici, l'antisemitismo non era molto diffuso e i tedeschi stessi attestarono la difficoltà nel coinvolgere la popolazione locale negli eccidi delle comunità ebraiche: il mito del bolscevismo giudaico, dunque, non attecchì come pretesto per avviare una crociata contro la minoranza ebraica.
L'Estonia venne dichiarata Judenfrei abbastanza presto dal regime di occupazione tedesco alla conferenza di Wannsee. Gli ebrei rimasti in Estonia - 921 secondo Martin Sandberger e 963 secondo Walter Stahlecker, furono uccisi. Meno di una dozzina di ebrei estoni sopravvissero alla guerra in Estonia. I nazisti stabilirono anche 22 campi di concentramento e di lavoro sul territorio estone occupato per eliminare gli ebrei stranieri tra cui il maggiore fu il campo di concentramento di Vaivara, il quale aveva una capienza di 1.300 posti. I prigionieri, pur essendo in gran parte semiti, erano anche russi, olandesi ed estoni. Diverse migliaia di ebrei stranieri furono uccisi nel campo di Kalevi-Liiva e, sebbene i gruppi di locali collaborazionisti come detto furono molti di meno rispetto alla Lettonia e alla Lituania, pure quattro estoni furono giudicati come i maggiori responsabili degli omicidi di Kalevi-Liiva nei processi per crimini di guerra del 1961. Due di essi furono successivamente giustiziati, mentre le autorità di occupazione sovietica non poterono portare in tribunale gli altri due che erano fuggiti all'estero dopo il 1945. In totale, furono sette gli estoni ad essere accusati da un tribunale per crimini contro l'umanità: Ralf Gerrets, Ain-Ervin Mere, Jaan Viik, Juhan Jüriste, Karl Linnas, Aleksander Laak e Ervin Viks. Dopo il 1990, il governo estone dispose la costruzione di svariate lapidi commemorative, in particolare in occasione del 60º anniversario delle esecuzioni di massa condotte nei campi di Lagedi, Vaivara e Klooga nel settembre 1944.
Tre estoni vennero riconosciuti come "giusti tra le nazioni", ovvero Uku Masing e sua moglie Eha e Polina Lentsman. Oggi sono meno di 2.000 gli ebrei che vivono in Estonia.

### Coinvolgimento delle unità militari estoni nei crimini contro l'umanità
La commissione internazionale estone per i crimini contro l'umanità ha riesaminato il ruolo delle unità militari estoni e dei battaglioni di polizia nel tentativo di identificare il ruolo delle unità militari estoni e la partecipazione dei battaglioni di polizia nei crimini contro l'umanità durante il conflitto mondiale.
Le conclusioni della commissione internazionale estone per le indagini sui crimini contro l'umanità sono reperibili online: in estrema sintesi e alla luce delle prove analizzate dai membri della stessa, la commissione ha concluso che, data la frequenza con cui le unità di polizia mutavano personale nelle varie stazioni, non possono essere dedotte conclusioni definitive sul coinvolgimento nei reati della popolazione locale. Questo, ovviamente, non esclude la commissione dei crimini, nonostante gli autori siano incerti.

## Controversie
Le ricostruzioni storiografiche divergono sugli eventi accaduti in Estonia durante la seconda guerra mondiale e in seguito all'occupazione della Germania nazista:
- Secondo il punto di vista dei baltici, l'occupazione dell'Estonia da parte dell'Unione Sovietica durò cinque decenni e fu interrotta solo dall'invasione nazista del 1941-1944.[77] I rappresentanti estoni al Parlamento europeo hanno dal loro canto presentato una proposta di risoluzione per riconoscere a tutti gli effetti i 48 anni alla stregua di un'occupazione.[78] La versione finale della risoluzione del parlamento, tuttavia, ha riconosciuto solo la perdita dell'indipendenza dell'Estonia dal 1940 al 1991 de facto e che l'annessione dell'Estonia da parte dell'Unione Sovietica era da considerarsi non in armonia con i principi del diritto internazionale.[79]
- Per il governo russo, l'Unione Sovietica non commise alcuna annessione illegittima delle tre repubbliche baltiche nel 1940. Il capo degli affari europei del Cremlino Sergej Yastrzhembskj ha causticamente affermato: "Non c'è stata occupazione".[77] I funzionari della Federazione russa giudicano gli eventi in Estonia alla fine della seconda guerra mondiale come facenti parte della liberazione dal fascismo da parte dell'Unione Sovietica.[80]
- Secondo il veterano estone della seconda guerra mondiale Ilmar Haaviste, affiliato ai tedeschi: "Entrambi i regimi erano ugualmente crudeli: non vi era alcuna differenza tra i due, se non per il fatto che Stalin era più astuto".[81]
- Un altro veterano estone, Arnold Meri, il quale combatté per i sovietici, afferma: "La partecipazione dell'Estonia alla seconda guerra mondiale risultava inevitabile. Ogni estone poteva assumere solo una decisione: da che parte stare in quella sanguinosa battaglia: i nazisti o la coalizione anti-hitleriana".[82]
- Viktor Andreyev, un veterano di etnia russa che aveva combattuto assieme ai sovietici in Estonia, rispose a chi gli aveva chiesto come si fosse sentito quando veniva chiamato "occupante": "Vi era chi sosteneva una tesi e chi esattamente quella opposta. È il gioco delle parti".[82]

Nel 2004 vi furono delle proteste quando venne realizzato il monumento commemorativo a Lihula poiché, secondo la versione di chi protestava, non si faceva altro che omaggiare il ricordo di chi aveva aiutato i nazisti. Nell'aprile 2007 polemiche simili hanno riguardato il soldato di bronzo di Tallinn.